# Karin Pettersen
Karin Pettersen (gift Ryen), född den 21 november 1964 i Frosta, Norge, är en norsk handbollsspelare. Hon spelade som back och mittnia.

## Karriär

### Klubblagsspel
Hon började sin karriär i Frosta IL och hjälpte dem att spela sig upp från division femte till andra divisionen innan hon flyttade till Byåsen IL 1987. Med Byåsen tog hon hem tre ligatitlar, tre cuptitlar tre slutspelstitlar åren 1987-1991. Hon är känd för sin genombrottsförmåga och pondus. Men hon började i landslaget som kantspelare. Pettersen tvingades sluta på grund av knäproblem. 2004 utnämndes hon till Tröndelags bästa kvinnliga spelare genom alla tider av den lokal tidningen Adresseavisa. Motiveringen och diskussionen till utmärkelse finns i källan.

### Landslagsspel
Pettersen debuterade i  Norges landslag i en match mot Danmark den 21 februari 1984. I december 1986 var hon med då Norge överraskande vann bronsmedaljen under handbolls VM i Nederländerna 1986. Hon tog OS-silver i damernas turnering i samband med de olympiska handbollstävlingarna 1988 i Seoul. 1990 i VM i Korea blev det en sjätteplats för norska  laget. Hon och Norge upprepade sedan bedriften och tog  silver i damernas turnering i  OS i Barcelona 1992  i samband med  olympiska handbollstävlingarna  Efter 1988 var Byåsenspelaren den centrale mittnian i anfallsspelet i Norges landslag.  Då Norge på hemmaplan vann bronsmedaljen i VM 1993 efter 20-19 mot Rumänien var Susann Goksør i färd med att ta över hennes roll i landslaget Pettersen spelade 1983-1993  250 matcher för Norge och stod för 546 mål. 